# Фалькнис
Фалькнис (нем. Falknis) — гора, входящая в состав хребта Рэтикон. Расположена в Лихтенштейне на границе со Швейцарией. Высота — 2562 метра (около 8400 футов); четвёртый по высоте пик в княжестве. Фалькнис частично состоит из известняка, в отличие от ближайших гор.
У подошвы горы расположена крепость Люциенштейг. В годы Второй мировой войны на западном склоне Фалькнис имелся форт, входивший в первую оборонительную линию швейцарской армии на Рейне.